# Atletismo nos Jogos Olímpicos de Verão da Juventude de 2018
As competições de atletismo nos Jogos Olímpicos de Verão da Juventude de 2018 ocorreram entre 11 e 16 de outubro em um total de 36 eventos. As competições aconteceram na pista de atletismo do Parque Olímpico da Juventude, localizado em Buenos Aires, Argentina.
Para esta edição foi adicionado pela primeira vez eventos de cross-country no masculino e feminino. No entanto não contou como um evento separado, mas como a segunda etapa das provas dos 1500 m, 3000 m e 2000 m com obstáculos, com as medalhas sendo distribuídas de acordo com a média combinada em cada uma destas distâncias mais a prova de cross-country.

## Calendário
| Outubro   | 6 | 7 | 8 | 9 | 10 | 11 | 12 | 13 | 14 | 15 | 16 | 17 | 18 |
| --------- | - | - | - | - | -- | -- | -- | -- | -- | -- | -- | -- | -- |
| Atletismo |   |   |   |   |    |    |    |    | 9  | 16 | 11 |    |    |

|  | Dia de competição |  | Dia de final |

## Medalhistas
Masculino
| Evento                              | Ouro                            | Ouro                          | Prata                               | Prata                         | Bronze                                     | Bronze                        |
| ----------------------------------- | ------------------------------- | ----------------------------- | ----------------------------------- | ----------------------------- | ------------------------------------------ | ----------------------------- |
| 100 metros detalhes                 | Luke Davids RSA África do Sul   | 20.71 (10.56, 10.15)          | Alaba Akintola NGR Nigéria          | 21.00 (10.76, 10.24)          | Seiryo Ikeda JPN Japão                     | 21.12 (10.82, 10.30)          |
| 200 metros detalhes                 | Abdelaziz Mohamed QAT Catar     | 41.78 (21.10, 20.68)          | Antonio Watson JAM Jamaica          | 42.41 (21.33, 21.08)          | Lucas Vilar BRA Brasil                     | 42.67 (21.68, 20.99)          |
| 400 metros detalhes                 | Luis Antonio Avilés MEX México  | 1:34.23 (47.45, 46.78)        | Kennedy Luchembe ZAM Zâmbia         | 1:34.34 (47.98, 46.36)        | Nicholas Ramey USA Estados Unidos          | 1:34.87 (47.60, 47.27)        |
| 800 metros detalhes                 | Tasew Yada ETH Etiópia          | 3:39.76 (1:49.38, 1:50.38)    | Mohamed Ali Gouaned ALG Argélia     | 3:41.74 (1:50.08, 1:51.66)    | Mehmet Çelik TUR Turquia                   | 3:41.79 (1:50.83, 1:50.96)    |
| 1500 metros detalhes                | Jean de Dieu Butoyi BDI Burundi | 4 (3, 1 [4])                  | Anass Essayi MAR Marrocos           | 4 (2, 2 [6])                  | Melese Nberet ETH Etiópia                  | 4 (1, 3 [7])                  |
| 3000 metros detalhes                | Jackson Kavesa Muema KEN Quênia | 4 (3, 1 [1])                  | Berihu Aregawi ETH Etiópia          | 4 (2, 2 [2])                  | Oscar Chelimo UGA Uganda                   | 4 (1, 3 [3])                  |
| 2000 metros com obstáculos detalhes | Abrham Sime ETH Etiópia         | 2 (1, 1 [9])                  | Baptiste Guyon FRA França           | 8 (6, 2 [11])                 | Abel Yamane ERI Eritreia                   | 9 (5, 4 [15])                 |
| 110 metros com barreiras detalhes   | Owaab Barrow QAT Catar          | 26.50 (13.33, 13.17)          | Kenny Fletcher FRA França           | 27.01 (13.76, 13.25)          | Wong Lok Hei Addis HKG Hong Kong           | 27.13 (13.74, 13.39)          |
| 400 metros com barreiras detalhes   | Haruto Deguchi JPN Japão        | 1:42.68 (51.40, 51.28)        | Dániel Huller HUN Hungria           | 1:43.84 (51.98, 51.86)        | Mohammed Duhaim Almuawi KSA Arábia Saudita | 1:45.81 (52.76, 53.05)        |
|                                     |                                 |                               |                                     |                               |                                            |                               |
| 5 km marcha atlética detalhes       | Óscar Patín ECU Equador         | 40:51.86 (20:13.69, 20:38.17) | Suraj Panwar IND Índia              | 40:59.17 (20:23.30, 20:35.87) | Jan Moreu PUR Porto Rico                   | 41:59.29 (21:05.25, 20:54.04) |
|                                     |                                 |                               |                                     |                               |                                            |                               |
| Salto em distância detalhes         | Lester Lescay CUB Cuba          | 15.54 (7.65, 7.89)            | Joshua Cowley AUS Austrália         | 15.53 (7.71, 7.82)            | Koki Wada JPN Japão                        | 15.12 (7.46, 7.66)            |
| Salto triplo detalhes               | Jordan Díaz CUB Cuba            | 34.18 (17.14, 17.04)          | Ineh Oritsemeyiwa NGR Nigéria       | 31.85 (16.34, 15.51)          | Praveen Chithravel IND Índia               | 31.52 (15.84, 15.68)          |
| Salto em altura detalhes            | Chen Long CHN China             | 4.35 (2.13, 2.22)             | Oscar Miers AUS Austrália           | 4.27 (2.05, 2.22)             | Oleh Doroshchuk UKR Ucrânia                | 4.23 (2.09, 2.14)             |
| Salto com vara detalhes             | Baptiste Thiery FRA França      | 10.37 (5.05, 5.32)            | Kazuki Furusawa JPN Japão           | 10.32 (5.10, 5.22)            | Dmitriy Kachanov RUS Rússia                | 10.32 (5.20, 5.12)            |
| Arremesso de peso detalhes          | Nazareno Sasia ARG Argentina    | 43.19 (21.94, 21.25)          | Xing Jialiang CHN China             | 41.74 (20.85, 20.89)          | Carmelo Musci ITA Itália                   | 41.43 (20.67, 20.76)          |
| Lançamento de disco detalhes        | Connor Bell NZL Nova Zelândia   | 133.08 (66.84, 66.24)         | Jorge Luis Contreras PUR Porto Rico | 115.06 (55.99, 59.07)         | Gracjan Kozak POL Polônia                  | 114.92 (55.40, 59.52)         |
| Lançamento de dardo detalhes        | Topias Laine FIN Finlândia      | 153.42 (74.57, 78.85)         | Gustavo Osorio ARG Argentina        | 150.28 (76.03, 74.25)         | Martin Florian CZE Chéquia                 | 150.24 (74.00, 76.24)         |
| Lançamento de martelo detalhes      | Mykhaylo Kokhan UKR Ucrânia     | 171.11 (85.97, 85.14)         | Valentin Andreev BUL Bulgária       | 163.96 (82.29, 81.67)         | Wang Qi CHN China                          | 155.36 (79.46, 75.90)         |

Feminino
| Evento                              | Ouro                                    | Ouro                          | Prata                                | Prata                         | Bronze                                  | Bronze                        |
| ----------------------------------- | --------------------------------------- | ----------------------------- | ------------------------------------ | ----------------------------- | --------------------------------------- | ----------------------------- |
| 100 metros detalhes                 | Rosemary Chukuma NGR Nigéria            | 23.20 (12.03, 11.17)          | Julien Alfred LCA Santa Lúcia        | 23.22 (11.99, 11.23)          | Gabriela Suárez ECU Equador             | 23.26 (11.97, 11.29)          |
| 200 metros detalhes                 | Guðbjörg Jóna Bjarnadóttir ISL Islândia | 47.02 (23.55, 23.47)          | Dalia Kaddari ITA Itália             | 47.69 (24.24, 23.45)          | Letícia Nonato Lima BRA Brasil          | 47.87 (24.16, 23.71)          |
| 400 metros detalhes                 | Barbora Malíková CZE Chéquia            | 1:48.86 (54.18, 54.68)        | Marie Scheppan GER Alemanha          | 1:50.06 (54.91, 55.15)        | Niddy Mingilishi ZAM Zâmbia             | 1:50.48 (55.16, 55.32)        |
| 800 metros detalhes                 | Keely Small AUS Austrália               | 4:10.44 (2:05.68, 2:04.76)    | Athing Mu USA Estados Unidos         | 4:13.24 (2:08.01, 2:05.23)    | Hirut Meshesha ETH Etiópia              | 4:14.60 (2:08.35, 2:06.25)    |
| 1500 metros detalhes                | Edinah Jebitok KEN Quênia               | 2 (1, 1 [2])                  | Jaylah Hancock-Cameron AUS Austrália | 6 (2, 4 [9])                  | Lemlem Hailu ETH Etiópia                | 7 (5, 2 [5])                  |
| 3000 metros detalhes                | Sarah Chelangat UGA Uganda              | 2 (1, 1 [1])                  | Mercy Chepkorir Kerarei KEN Quênia   | 4 (2, 2 [4])                  | Aberash Minsewo ETH Etiópia             | 6 (3, 3 [6])                  |
| 2000 metros com obstáculos detalhes | Fancy Cherono KEN Quênia                | 2 (1, 1 [3])                  | Mekides Abebe ETH Etiópia            | 5 (2, 3 [11])                 | Parami Wasanthi Maristela SRI Sri Lanka | 7 (3, 4 [17])                 |
| 100 metros com barreiras detalhes   | Grace Stark USA Estados Unidos          | 26.14 (13.31, 12.83)          | Sophie White AUS Austrália           | 26.40 (13.39, 13.01)          | Ackera Nugent JAM Jamaica               | 26.41 (13.45, 12.96)          |
| 400 metros com barreiras detalhes   | Valeria Cabezas Caracas COL Colômbia    | 1:57.58 (59.19, 58.39)        | Loubna Benhadja ALG Argélia          | 2:00.68 (1:00.98, 59.70)      | Carla García ESP Espanha                | 2:00.76 (1:00.84, 59.92)      |
|                                     |                                         |                               |                                      |                               |                                         |                               |
| 5 km marcha atlética detalhes       | Xi Ricuo CHN China                      | 45:03.49 (22:23.26, 22:40.23) | Sofía Ramos MEX México               | 45:58.97 (22:29.52, 23:29.45) | Olga Fiaska GRE Grécia                  | 46:10.02 (22:46.13, 23:23.89) |
|                                     |                                         |                               |                                      |                               |                                         |                               |
| Salto em distância detalhes         | Maite Beernaert BEL Bélgica             | 12.32 (6.01, 6.31)            | Klaudia Endrész HUN Hungria          | 12.31 (6.05, 6.26)            | Ingeborg Grünwald AUT Áustria           | 12.31 (6.11, 6.20)            |
| Salto triplo detalhes               | Aleksandra Nacheva BUL Bulgária         | 27.62 (13.76, 13.86)          | María Vicente ESP Espanha            | 27.43 (13.76, 13.67)          | Mariya Privalova RUS Rússia             | 26.07 (13.04, 13.03)          |
| Salto em altura detalhes            | Yaroslava Mahuchikh UKR Ucrânia         | 3.87 (1.92, 1.95)             | Mariya Kochanova RUS Rússia          | 3.71 (1.84, 1.87)             | Jessica Kahara FIN Finlândia            | 3.63 (1.81, 1.82)             |
| Salto com vara detalhes             | Leni Freyja Wildgrube GER Alemanha      | 8.12 (3.95, 4.17)             | Emma Brentel FRA França              | 7.82 (3.90, 3.92)             | Krystsina Kantsavenka BLR Bielorrússia  | 7.72 (3.75, 3.97)             |
| Arremesso de peso detalhes          | Li Xinhui CHN China                     | 36.75 (18.42, 18.33)          | Yelizaveta Dorts BLR Bielorrússia    | 35.13 (17.60, 17.53)          | Dane Roets RSA África do Sul            | 34.64 (17.30, 17.34)          |
| Lançamento de disco detalhes        | Melany Matheus CUB Cuba                 | 108.65 (53.70, 54.95)         | Violetta Ignatyeva RUS Rússia        | 107.79 (53.47, 54.32)         | Özlem Becerek TUR Turquia               | 103.86 (51.90, 51.96)         |
| Lançamento de dardo detalhes        | Elina Tzengko GRE Grécia                | 125.08 (63.34, 61.74)         | Juleisy Angulo ECU Equador           | 115.03 (59.82, 55.21)         | Münevver Hancı TUR Turquia              | 114.47 (57.41, 57.06)         |
| Lançamento de martelo detalhes      | Valeriya Ivanenko UKR Ucrânia           | 146.98 (74.90, 72.08)         | Rawan Ibrahim Barakat EGY Egito      | 136.17 (69.67, 66.50)         | Alegna Osorio CUB Cuba                  | 127.00 (63.69, 63.31)         |

## Quadro de medalhas
| Ordem | País               | Medalha de ouro | Medalha de prata | Medalha de bronze |     |
| ----- | ------------------ | --------------- | ---------------- | ----------------- | --- |
| 1     | CHN China          | 3               | 1                | 1                 | 5   |
| 2     | KEN Quênia         | 3               | 1                |                   | 4   |
| 3     | CUB Cuba           | 3               |                  | 1                 | 4   |
|       | UKR Ucrânia        | 3               |                  | 1                 | 4   |
| 5     | ETH Etiópia        | 2               | 2                | 4                 | 8   |
| 6     | QAT Catar          | 2               |                  |                   | 2   |
| 7     | AUS Austrália      | 1               | 4                |                   | 5   |
| 8     | FRA França         | 1               | 3                |                   | 4   |
| 9     | NGR Nigéria        | 1               | 2                |                   | 3   |
| 10    | JPN Japão          | 1               | 1                | 2                 | 4   |
| 11    | ECU Equador        | 1               | 1                | 1                 | 3   |
|       | USA Estados Unidos | 1               | 1                | 1                 | 3   |
| 13    | GER Alemanha       | 1               | 1                |                   | 2   |
|       | ARG Argentina      | 1               | 1                |                   | 2   |
|       | BUL Bulgária       | 1               | 1                |                   | 2   |
|       | MEX México         | 1               | 1                |                   | 2   |
| 17    | RSA África do Sul  | 1               |                  | 1                 | 2   |
|       | FIN Finlândia      | 1               |                  | 1                 | 2   |
|       | GRE Grécia         | 1               |                  | 1                 | 2   |
|       | CZE Chéquia        | 1               |                  | 1                 | 2   |
|       | UGA Uganda         | 1               |                  | 1                 | 2   |
| 22    | BEL Bélgica        | 1               |                  |                   | 1   |
|       | BDI Burundi        | 1               |                  |                   | 1   |
|       | COL Colômbia       | 1               |                  |                   | 1   |
|       | ISL Islândia       | 1               |                  |                   | 1   |
|       | NZL Nova Zelândia  | 1               |                  |                   | 1   |
| 27    | RUS Rússia         |                 | 2                | 2                 | 4   |
| 28    | ALG Argélia        |                 | 2                |                   | 2   |
|       | HUN Hungria        |                 | 2                |                   | 2   |
| 30    | BLR Bielorrússia   |                 | 1                | 1                 | 2   |
|       | ESP Espanha        |                 | 1                | 1                 | 2   |
|       | IND Índia          |                 | 1                | 1                 | 2   |
|       | ITA Itália         |                 | 1                | 1                 | 2   |
|       | JAM Jamaica        |                 | 1                | 1                 | 2   |
|       | PUR Porto Rico     |                 | 1                | 1                 | 2   |
|       | ZAM Zâmbia         |                 | 1                | 1                 | 2   |
| 37    | EGY Egito          |                 | 1                |                   | 1   |
|       | MAR Marrocos       |                 | 1                |                   | 1   |
|       | LCA Santa Lúcia    |                 | 1                |                   | 1   |
| 40    | TUR Turquia        |                 |                  | 3                 | 3   |
| 41    | BRA Brasil         |                 |                  | 2                 | 2   |
| 42    | KSA Arábia Saudita |                 |                  | 1                 | 1   |
|       | AUT Áustria        |                 |                  | 1                 | 1   |
|       | ERI Eritreia       |                 |                  | 1                 | 1   |
|       | HKG Hong Kong      |                 |                  | 1                 | 1   |
|       | POL Polônia        |                 |                  | 1                 | 1   |
|       | SRI Sri Lanka      |                 |                  | 1                 | 1   |
| TOTAL | TOTAL              | 36              | 36               | 36                | 108 |